# Balmazújváros (distrikt)
Balmazújváros är ett distrikt i Ungern. Det ligger i provinsen Hajdú-Bihar, i den nordöstra delen av landet, 160 km öster om huvudstaden Budapest.